# Reksteren
Reksteren est une île de la municipalité de Tysnes dans le comté de Vestland, en Norvège. L'île couvre une superficie de 37.2 km². Son point culminant est le Bjørnkletten qui s'élève à 336 mètres au dessus de la mer ( et c'est celle du nord). L'île se trouve au nord-ouest de la plus grande île de Tysnesøy. Le petit détroit de Bårdsundet sépare les deux îles et il y a un pont routier qui les relie. Le détroit de Langenuen longe le côté ouest de l'île et le Bjørnafjorden se situe au nord de l'île. Le village de Gjøvåg se trouve le long de la côte ouest de l'île et l'église de Reksteren est située sur la côte est.